# Geocrinia victoriana
Geocrinia victoriana (tên tiếng Anh: Victorian Smooth Froglet) là một loài ếch trong họ Myobatrachidae. Chúng là loài đặc hữu của Úc.
Các môi trường sống tự nhiên của chúng là các khu rừng khô nhiệt đới hoặc cận nhiệt đới, rừng ẩm vùng đất thấp nhiệt đới hoặc cận nhiệt đới, vùng đất có cây bụi nhiệt đới hoặc cận nhiệt đới, vùng cây bụi ẩm khu vực nhiệt đới hoặc cận nhiệt đới, vùng cây bụi nhiệt đới hoặc cận nhiệt đới vùng đất cao, đồng cỏ khô nhiệt đới hoặc cận nhiệt đới vùng đất thấp, đầm nước, và đầm nước ngọt có nước theo mùa.